# Celtic Woman: The Best of Christmas
The Best of Christmas es un álbum recopilatorio navideño del conjunto musical irlandés Celtic Woman, publicado el 24 de noviembre de 2017 por Manhattan Records y distribuido por Universal Music y Celtic Collections.

## Antecedentes
El anuncio del álbum se llevó a cabo por medio del sitio web oficial del sello discográfico Celtic Collections, distribuidor de los trabajos del grupo en Irlanda y parte del Reino Unido el 28 de octubre de 2017.
El nuevo recopilatorio reúne destacados temas extraídos de las producciones de estudio navideñas del grupo; específicamente de los álbumes ‘A Christmas Celebration’ (2006) y de ‘Home for Christmas’ (2012), así mismo contiene pocos temas de otros discos.
Las vocalistas en esta producción son Chloë Agnew, Órla Fallon, Lisa Kelly, Méav Ní Mhaolchatha, Lisa Lambe, Susan McFadden, Máiréad Carlin, Éabha McMahon y las violinistas Máiréad Nesbitt y Tara McNeill.
Aún se desconoce la duración de algunos temas dado que Celtic Woman ha grabado varias versiones de una misma canción.

## Lista de temas
| The Best of Christmas |                                                                                |                                                   |          |  |
| N.º                   | Título                                                                         | Intérprete(s)                                     | Duración |  |
| 1.                    | «Ding Dong Merrily on High» (del álbum ‘A Christmas Celebration’)              | Agnew / Fallon / Kelly / Nesbitt / Ní Mhaolchatha | 2:47     |  |
| 2.                    | «Carol of the Bells»                                                           | Máiréad Nesbitt                                   | 2:19     |  |
| 3.                    | «Joy to the World» (del álbum ‘Voices of Angels’)                              | Carlin / McFadden / McNeill / McMahon             | 3:29     |  |
| 4.                    | «We Three Kings» (del álbum ‘Home for Christmas’)                              | Agnew / Lambe / Ní Mhaolchatha                    | 3:37     |  |
| 5.                    | «Have Yourself a Merry Little Christmas» (del álbum ‘A Christmas Celebration’) | Agnew / Fallon / Kelly / Nesbitt / Ní Mhaolchatha | 2:29     |  |
| 6.                    | «O Holy Night» (del álbum ‘A Christmas Celebration’)                           | Agnew / Fallon / Kelly / Nesbitt / Ní Mhaolchatha | 4:25     |  |
| 7.                    | «White Christmas» (del álbum ‘A Christmas Celebration’)                        | Agnew / Kelly / Ní Mhaolchatha                    | 3:21     |  |
| 8.                    | «Santa Claus Is Coming to Town» (del álbum ‘Home for Christmas’)               | Agnew / Nesbitt                                   | 4:13     |  |
| 9.                    | «I’ll Be Home for Christmas» (del álbum ‘Home for Christmas’)                  | Lisa Lambe                                        | 4:12     |  |
| 10.                   | «Silent Night» (del álbum ‘Voices of Angels’)                                  | Carlin / McFadden / McNeill / McMahon             | 4:10     |  |
| 11.                   | «The Christmas Song» (del álbum ‘A Christmas Celebration’)                     | Lisa Ann Kelly                                    | 3:35     |  |
| 12.                   | «Let It Snow!» (del álbum ‘A Christmas Celebration’)                           | Agnew / Fallon / Kelly / Nesbitt / Ní Mhaolchatha | 2:30     |  |
| 13.                   | «Once In Royal David’s City» (del álbum ‘Voices of Angels’)                    | Carlin / McFadden / McNeill / McMahon             | 4:08     |  |
| 14.                   | «Away In a Manger» (del álbum ‘A Christmas Celebration’)                       | Órla Fallon                                       | 2:31     |  |
| 15.                   | «Winter Wonderland» (del álbum ‘Home for Christmas’)                           | Agnew / Lambe / Nesbitt / Ní Mhaolchatha          | 2:51     |  |
| 16.                   | «Walking in the Air» (del álbum ‘Lullaby’)                                     | Chloë Agnew                                       | 3:27     |  |
| 17.                   | «O Come, All Ye Faithful» (del álbum ‘A Christmas Celebration’)                | Agnew / Fallon / Kelly / Nesbitt / Ní Mhaolchatha | 3:50     |  |
| 18.                   | «The Little Drummer Boy» (del álbum ‘A Christmas Celebration’)                 | Agnew / Fallon                                    | 3:46     |  |
| 19.                   | «We Wish You a Merry Christmas» (del álbum ‘Home for Christmas’)               | Agnew / Lambe / Nesbitt / Ní Mhaolchatha          | 3:37     |  |
| 20.                   | «Auld Lang Syne» (del álbum ‘Home for Christmas’)                              | Lisa Lambe                                        | 3:27     |  |
| 68:43                 |                                                                                |                                                   |          |  |